# Klein Dorrit (1924)
Klein Dorrit ist ein über zweistündiger dänischer Stummfilm von A. W. Sandberg aus dem Jahre 1924, gestaltet nach der gleichnamigen Vorlage (1855 bis 1857) von Charles Dickens. Die Titelrolle spielt Karina Bell, in der männlichen Hauptrolle ist Gunnar Tolnæs zu sehen.

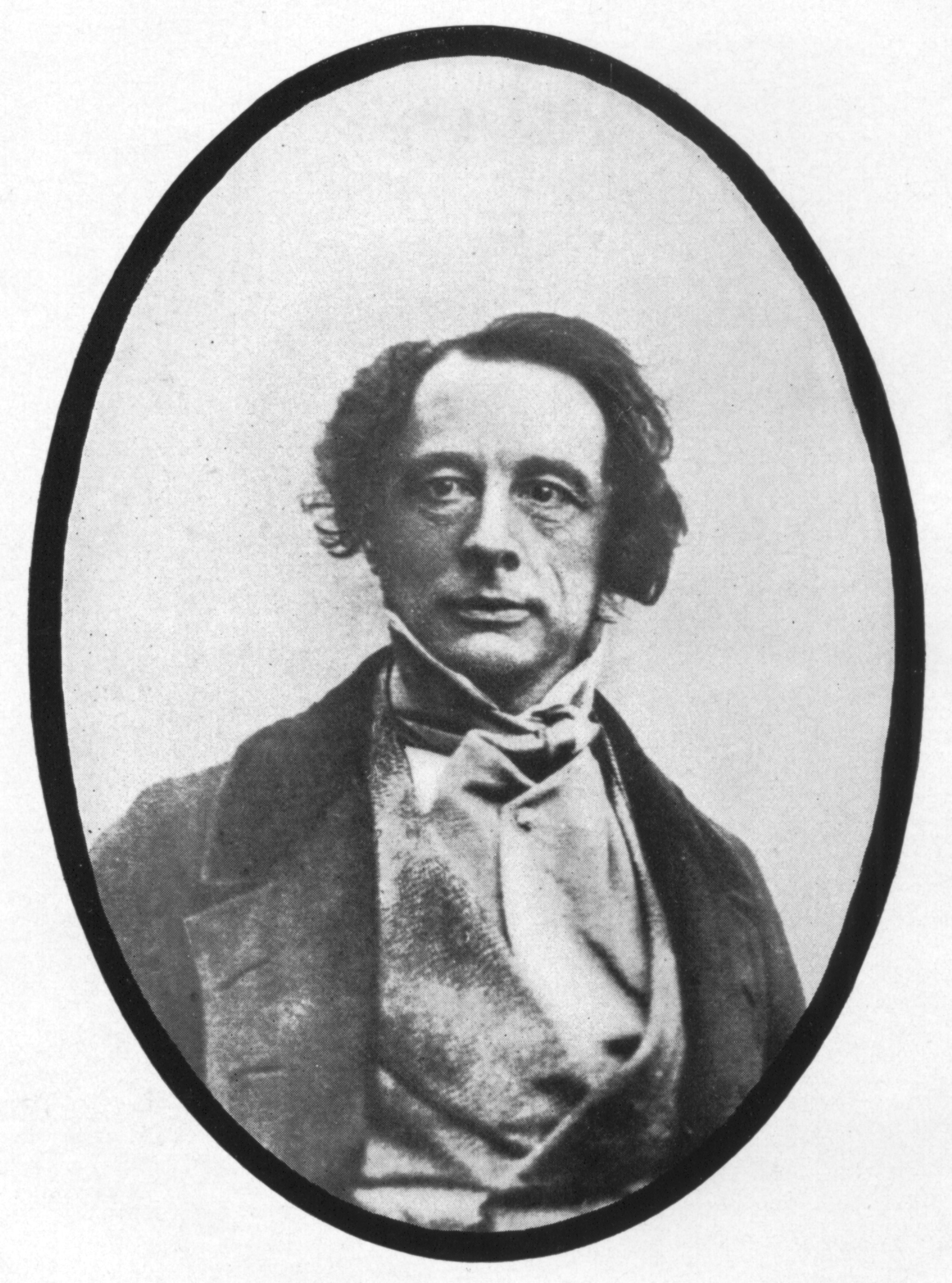
Verfasste die Romanvorlage: Charles Dickens (1843)

## Handlung
Die Geschichte spielt überwiegend in den Jahren 1855 bis 1857 im viktorianischen London. Seit rund 20 Jahren sitzt William Dorrit im Schuldgefängnis Marshallsea. Er hat drei Kinder: Edward, Fanny und die Jüngste, Amy, die zumeist nur die „kleine Dorrit“ genannt wird. Amy wurde bereits im Marshallsea geboren und wuchs dort auch auf. Amys Mutter starb, als sie acht Jahre war. Williams Bruder Frederick lebt außerhalb des Schuldgefängnisses, ebenso die erwachsenen Kinder, die ihn besuchen können. Insbesondere Amy unterstützt ihren Vater, u. a. durch ihren Verdienst als Näherin. Da William Dorrit gegenüber stets die Realität weitgehend verleugnet, darf man mit ihm nicht über die Arbeit der Tochter und über seine trostlose Existenz hinter Gittern sprechen. Er betrachtet sich als „Vater des Marshallsea“ und wird auch von den anderen Insassen dementsprechend geachtet.
Arthur Clennam ist nach zwanzig Jahren geschäftlicher Tätigkeit aus China nach London heimgekehrt, wo er seine Mutter besuchen will. In China hatte er zusammen mit seinem Vater die dortige im Familienbesitz befindliche Firmenfiliale geleitet. Nun, wo der Vater in China gestorben ist, möchte Arthur etwas mit seiner Mutter besprechen. Er erklärt, dass er nach dem Tod des Vaters nicht die Leitung der Firma übernehmen will und sich anderweitig orientieren möchte. Mrs. Clennam nimmt daher ihren Angestellten Jeremiah Flintwinch als Teilhaber auf. Vor seinem Tod hat Arthurs Vater seinem Sohn eine Taschenuhr übergeben. Hinter dem Deckel findet sich ein Stück Seidenpapier mit den Buchstaben DNF (für „Do Not Forget“, wie Arthur erfährt). Was es damit auf sich hat, will ihm die Mutter nicht verraten. Als Arthur erfährt, dass Amy für seine Mutter Näharbeiten verrichtet, entsteht bei ihm der Verdacht, diese Tatsache könne etwas mit dem Geheimnis in der Uhr zu tun haben. Er folgt Amy daher, als sie heimgeht. Vergeblich versucht Arthur, im Circumlocution Office (Umschreibungsamt) etwas über die Schulden von William Dorrit zu erfahren. Hier lernt er den erfolgreichen Erfinder Daniel Doyce kennen. Doyce sucht einen Teilhaber, der etwas von geschäftlichen Dingen versteht, für seine Fabrik. Clennam sagt zu.
Amy, die kleine Dorrit, verliebt sich im Lauf der Zeit in Arthur, aber Arthur nimmt ihre Gefühle nicht wahr. Er erneuert seine Bekanntschaft mit seiner einstigen mittlerweile verwitweten Verlobten, wegen der er einst nach China geschickt wurde. Deren Vater ist Eigentümer zahlreicher Mietshäuser. Für ihn treibt ein gewisser Pancks die Mietschulden ein. Der unermüdliche Pancks findet heraus, dass William Dorrit ohne sein Wissen der Erbe eines großen Vermögens ist, das ihm ermöglicht, seine Schulden begleichen zu können und aus dem Schuldgefängnis freizukommen. Dies würde den sozialen Status der gesamten Familie Dorrit völlig verändern, man würde gesellschaftlich aufsteigen. Tatsächlich kann William Dorrit das Schuldgefängnis hinter sich lassen und man entschließt sich, zusammen mit der Familie, die nun ebenso angesehen wie wohlhabend ist, eine Bildungsreise auf dem europäischen Kontinent zu unternehmen. Die Dorrits überqueren die Alpen, leben eine Zeit lang in Venedig und schließlich in Rom. Sie stellen ihren Reichtum zur Schau und sind stolz auf ihren gesellschaftlichen Rang, ihre Vergangenheit im Marshallsea bleibt tabu. Die „kleine Dorrit“ Amy kann sich jedoch nicht an den neuen Lebensstil gewöhnen, wofür sie häufig gerüffelt wird, vor allem von ihrer Schwester.
Dann stirbt der Vater und gleich darauf auch Frederick Dorrit. Damit einhergehend verlieren die verbliebenen Dorrits aber auch die Firma von Doyce und Clennam und Pancks ihre Ersparnisse. Jetzt muss auch Arthur Clennam mit dem Schuldgefängnis machen und erkrankt in Marshallsea. Nachdem Amy nach London zurückgekehrt ist, pflegt sie ihn wieder gesund. Derweil treibt ein finsterer Geselle, der Mörder Rigaud alias Blandois in London sein Unwesen. Er beginnt die alte Mrs. Clennam, die in Wirklichkeit nur Arthurs Ziehmutter ist, mit seinen Kenntnissen über ihre Vergangenheit zu erpressen. Arthurs leibliche Mutter war gestorben, als Arthur nach China reiste. Clennams reicher Onkel hat, geplagt von Schuldgefühlen, testamentarisch Arthurs leibliche Mutter und deren jüngste Tochter als Erben eingesetzt bzw., falls es keine Tochter geben sollte, das jüngste Kind seines Bruders. Der Wohltäter war Frederick Dorrit, die Begünstigte ist seine Nichte, Amy Dorrit. Blandois hinterließ im Marshallsea eine Abschrift des Dokuments für die kleine Dorrit. Mrs. Clennam weiß von dieser Erbschaft, verheimlicht sie aber zunächst gegenüber Amy. Arthur erfährt nichts von seiner leiblichen Mutter.
Nicht bereit, der Erpressung nachzugeben und von Schuldgefühlen geplagt, erhebt sich die im Rollstuhl sitzende und geht wankend aus dem Haus, um Amy Dorrit in Marshallsea das Geheimnis zu offenbaren. Sie bittet Amy um Vergebung. Auf dem Heimweg stürzt Mrs. Clennam, sie kann weder sprechen noch die Gliedmaßen bewegen. Ihr Haus stürzt ein und begräbt Rigaud unter sich. Flintwich hat London fluchtartig verlassen mit so viel Geld, wie er in der Eile finden konnte. Amy entschließt sich, nichts davon Arthur zu erzählen; nachdem er genesen ist, bittet sie ihn, die Kopien zu verbrennen. Doch die Originale haben überlebt. Derweil ist Arthurs einstiger Teilhaber Daniel Doyce wieder zu Wohlstand gekommen. Er begleicht Arthurs Schulden, was diesen aus dem Schuldgefängnis befreit. Arthur hat wieder ein Vermögen, seine geschäftliche Stellung an der Seite von Doyce ist gesichert. Arthur und Amy haben in der schweren Zeit endlich zueinander gefunden und werden nun heiraten.

## Produktionsnotizen
Klein Dorrit war die letzte Dickens-Adaption, die Regisseur Sandberg zwischen 1921 und 1924 inszenierte. Der Film feierte seine Premiere am 26. Dezember 1924 im Kopenhagener Palads-Theater. Die deutsche und die österreichische Premieren fanden im Jahr darauf (im August respektive November 1925) statt.
Wie bei den anderen Dickens-Inszenierungen Sandbergs schuf Carlo Jacobsen auch hier die Filmbauten.

## Kritiken
„Der Film hat der Handlung nichts genommen, im Gegenteil, er gab ihr Blut, lebenswarme und glaubwürdige Gestaltung.“

Die Stunde nannte den Film kurz „entzückend“.
Ziemlich unbeeindruckt zeigte sich die linke Arbeiter-Zeitung: „Klein Dorrit bleibt seiner Vorlage […] sehr viel schuldig. Die Regie ist wohl sorgfältig, die Darsteller, von Karina Bell und Gunnar Tolnäs bis zum Träger der winzigsten Episodenrollen, sind ausgezeichnet – aber das Drehbuch ist verworren, der Roman wurde so stark zusammengestrichen, daß man ihn kaum wiedererkennt. […] Manche Szenen aber haben Stimmung, und das Milieu Alt-Londons ist bis auf wenige kleine Schnitzer gut getroffen.“